# Behenolie

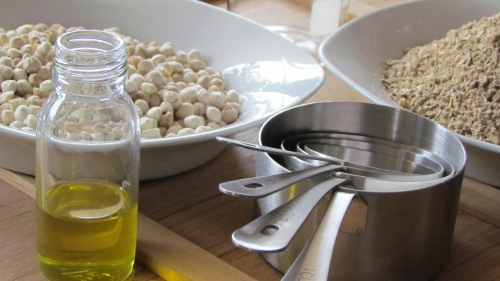
Behenolie

Behenolie of moringaolie wordt geperst uit de zaden van de plant Moringa oleifera. Deze plantaardige olie wordt gekenmerkt door een ongewoon lange houdbaarheid en een milde, aangename smaak. De olie dankt zijn naam aan de grote hoeveelheid beheenzuur die deze olie bevat. De olie bestaat uit 65,7% oliezuur, 9,3% palmitinezuur, 8,6% beheenzuur en 7,4% stearinezuur. 
De zaden bevatten 22-38% olie. Behenolie wordt al duizenden jaren gebruikt als basisolie in parfums en wordt nu nog steeds gebruikt. Verder kan de olie ook als brandstof gebruikt worden.

## Geschiedenis
De oude Grieken vervaardigden al behenolie, die ze gebruikten in parfums. In de vierde eeuw voor Christus meldt Theophrastus dat behenolie de meest geschikte olie voor parfumbereiding is, omdat deze het minst viskeus is. Ook de Romeinen gebruikten behenolie. Rond het jaar 70 voor Christus beschreef Plinius de Oudere de boom en zijn vruchten onder de naam myrobalanum, wat afkomstig is van het Griekse woord myron wat "zalf" betekent. Rond dezelfde tijd beschreef Pedanius Dioscorides de vrucht als balanos myrepsike, wat ruwweg betekent als "eikelvormige vruchten, welgeschikt voor de bereiding van welriekende zalven"). Hij merkt op dat het "vermalen van de korrels, zoals bij bittere amandelen, een vloeistof levert die in plaats van olie kan worden gebruikt om kostbare zalven te bereiden". Verder beval Pedanius Dioscorides het gebruik van de balanos vruchten en olie aan voor medicinale doeleinden.